# 오사카 세이지

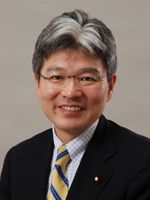
오사카 세이지. 2011년.

오사카 세이지(일본어: 逢坂誠二,おおさか せいじ、1959년 4월 24일, 홋카이도 아부타 군 니세코정 - )은 일본의 정치인이며, 입헌민주당 소속 중의원이다. 지역구는 홋카이도 제8구이다.

## 정치 경력
오사카 세이지는 1994년 11월부터 2005년 8월 29일까지 고향인 홋카이도 아부타 군 니세코정에 니세코 정장을 역임하다가 2005년 제44회 일본 중의원 의원 총선거에서 민주당 비례대표로 정치에 입성했다. 이후 2009년 제45회 일본 중의원 의원 총선거에서 홋카이도 제8구 출마해 당선되었다. 그는 하토야마 유키오 전 일본 총리와 간 나오토 전 일본 총리 시절에 내각총리대신 보좌관을 역임했고 역시 간 나오토 총리 시절 총무대신 정무관을 역임했다. 하지만 2012년 제46회 일본 중의원 의원 총선거에서 낙선의 아픔을 느꼈다. 그러다가 다시 2014년 제47회 일본 중의원 의원 총선거에 민주당 후보로 출마해 다시 당선되었다. 하지만 2016년 3월 27일 민주당과 유신의 당이 합류해 결성된 민진당에 참가했다. 2017년 9월 1일 민진당 대표 선거에서는 간 나오토 전 총리와, 아리타 요시오 등과 함께 에다노 유키오의 추천인이 되었다, 하지만 같은 해 9월 28일 민진당은 희망의 당 합류를 결정하면서 오사카는 다음해 9월 29일 기자단에게 "희망한 당과는 도저히 맞지 않는다"고 말하고, 민진당 본부가 요구하는 희망의 당 공천 신청을 보류할 방침을 밝혔다. 10월 3일 창당한 입헌민주당에 입당. 그러다가 2017년 제48회 일본 중의원 의원 총선거에서 무소속으로 출마해 당선되었다. 4선이 되었고 선거 후 입헌민주당에 복당을 했다. 그리고 2019년 1월 28일 입헌민주당의 정조회장이 되었다. 2021년 제49회 일본 중의원 의원 총선거에서 입헌민주당 후보로 출마해 5선 의원이 되었고. 2021년 12월 2일 이즈미 겐타 신임 입헌민주당 대표체제에서 대표대행을 맡게 되었다.  

## 아베 신조일본 총리와 설전
오사카 세이지(逢坂誠二) 중의원은 지난 2018년 2월 5일 중의원 예산위원회에서 아베 신조 총리를 상대로 부인인 아베 아키에 여사의 모리토모학원의 국유지 헐값 매매 의혹과 관련해 설전을 했었다.

## 역대 선거 결과
|  | 31.02% |

|  | 62.60% |

|  | 34.09% |

|  | 47.32% |

|  | 55.40% |

|  | 52.68% |